# 忠臣蔵1/47
『忠臣蔵1/47』（ちゅうしんぐらよんじゅうななぶんのいち）は、2001年12月28日にフジテレビで放映された時代劇ドラマ。
赤穂浪士四十七士のうち、唯一人を斬った経験のある男といわれ、その名を日本中に知られた剣豪・堀部安兵衛に木村拓哉が挑戦したテレビドラマスペシャル。タイトルの1/47もその意味である。視聴率は23.9%｡

## あらすじ
元禄14年(1702)12月14日深夜、雪の積もる道を歩む47名の男たち。最期に辿り着いた場所で堀部安兵衛、そして大石内蔵助は省みる。妻や子への情に動かされる弱い人間が無様な生き方を完結させる、それがこれから為す事なのだと。
中山安兵衛(堀部安兵衛)が、高田馬場の決闘で人を斬る、これが始まりだった。この決闘の見物客の中に偶然、赤穂藩士堀部弥兵衛と堀部ほりがいた。途中、安兵衛の紐が切れてしまったが、ほりがしごきを渡し、安兵衛はこれを使って戦いに戻り、敵3人を見事に斬り捨てた。この戦いぶりに感動した堀部弥兵衛は安兵衛を婿入りさせたいと心に決める。
遠く播磨国赤穂藩にも、仇討ちを助太刀した安兵衛の話は瓦版によって伝わり、赤穂藩家老たちの間でもこの噂で持ち切り。しかも斬った相手は18人に増えていた。安兵衛を「武士の鑑」と賞賛するものもいれば、「時代錯誤の汚らわしい人斬り」と非難するものもいる。次席家老らは、筆頭家老大石内蔵助に意見を求めた。これに対して内蔵助は、「自分は安心しました。そんな程度のことがこの赤穂にまで届くようなら、江戸では何事も起こっていない平和な日々だということでしょう。殿も無事でおられるはず」と一人、視点が違う。家老達は皆あきれたが、これが内蔵助という男だった。
一方、一流品が大好きな高家筆頭吉良上野介もこの噂を聞きつけた。堀部安兵衛を呼びつけて、「500石でよいな。自分の家臣になれ。」と誘った。しかし安兵衛は上野介という男から胡散臭さを感じて拒否して帰ろうとする。この様子を見ていた吉良家家臣清水一学が安兵衛の背中めがけて斬りかかろうとするが、安兵衛はすぐさま一学の動きを察知して一学に刀を突きつけて動きを封じた。これを見た上野介は、「そんなにすぐに抜く安っぽい刀使いは一流でない証拠、この仕官の話はなかったことに」と吐き捨てる。
父の形見である大切な刀と共に侮辱を受けた安兵衛は、怒りを抑え、その声の主の名を深く胸に刻み込む。
そんな安兵衛の帰宅を夜更けまで待っていたのは堀部弥兵衛だった。下戸の弥兵衛は酒好きの安兵衛に徳利の酒を振る舞い再会を喜ぶが、婿入りの気はないとけんもほろろ、話の腰を折られる。諦めきれない弥兵衛は、あろう事か老体の身も顧みず「明日堀内道場で3本勝負、内1本でも勝ったら再考を願いたい」と申し出、安兵衛に渋々承諾させる。当日道場での結果は明白、1本･･2本･･と負かされ倒される弥兵衛。痛みを堪えながら、「堀部姓は中山姓のままでいい･･」「婿入りがダメなら私の養子として･･」と条件を下げながら話し掛ける。３本目･･勝負を決めかねるように安兵衛は竹刀を構えずに身を躱すものの、果たして弥兵衛を打ち負かす。しかし、直ぐさま正座し「堀部安兵衛」になる旨を伝えて、床に倒れている弥兵衛に頭を下げた。傍らで見ていた堀部ほりとの視線を交わしてから僅かの出来事だった。
主君となった赤穂藩主浅野内匠頭からさっそくお側近くに召された安兵衛。内匠頭は、今度幕府から仰せつかった勅使饗応役について、「指南役の高家吉良上野介に挨拶にいかねばならないが、賄賂を出す気はない。武士に賄賂がはびこるような悪習は絶たねばならない。」と安兵衛にいった。安兵衛は時代の風潮に抗う内匠頭を諌めたが、内匠頭の意見はかわらなかった。
浅野内匠頭からの挨拶に応じる吉良の屋敷では、通例の黄金手土産もなく書状だけを持つ安兵衛に家臣も驚く。不満を露わにした上野介も因縁の再会となった安兵衛の頭上で、その挨拶状を破いてまき散らし、浅野家主従に面目を潰された怒りは報復へと言動に移ってゆく。指南役上野介に従う内匠頭は、屏風絵図の再変更、畳２００畳の総取替、勅使饗応当日の衣装や時刻を伝えないなど徹底していじめを受ける。そしてついに内匠頭は上野介に江戸城松の廊下で刃傷に及んでしまう。犬公方徳川綱吉を要に置く幕府は、相手が乱心者として逃げた上野介には一切のお咎め無し、内匠頭には大名屋敷の庭先を借り即日切腹、赤穂藩を改易とする通達を出す。
以降、安兵衛は、盟友の高田郡兵衛や奥田孫太夫と共に、仇討ち急進派と呼ばれる江戸詰め浅野家家臣の勢力の中心となり、ひたすら吉良邸討ち入りを志し、妻のほりには、今の自分は死んだも同然と離縁を言い渡して、内蔵助の住む京へ上る。
また肝心の国許の筆頭家老大石内蔵助もその気になってくれない。内蔵助は京都の色町で遊び呆けているだけだった。だんだん安兵衛率いる江戸急進派の足並みもくずれ、高田郡兵衛は脱盟したいと申し入れてきた。怒る安兵衛に対して郡兵衛は「オレはお前みたいに強うない。」と叫んだ。
安兵衛はいよいよ内蔵助を見限り、斬り捨てることを決意して上京した。内蔵助は仇討ちよりお家再興と主張し、「斬りたければ斬るがいい」と背中を向けて座る。安兵衛には斬ることができず、「武士が背中から斬りかかることなどできるか」と言った。安兵衛は「武士は主君のために死ぬための者ではないのか？なぜ放蕩などしている？」と内蔵助に聞く。内蔵助ははっきりとは答えない。ただ一つだけ「よく生きる事ができない者はよく死ぬ事もできはしない」と言った。
四十七士が集合する日。最後の日常に安兵衛は妻が漬けた沢庵をたくさん食べる。内蔵助は息子と風呂に入り背中を流しながら会話をする。
討ち入りの安兵衛は、以前に会った時の吉良の香の香りを覚えていて、吉良を発見する。吉良は首に剣をあてて自害する仕草なので、武士の情けと安兵衛は首の剣に力をこめる。吉良が死亡すると泣きながら合図の笛を吹く。
引き上げで郡兵衛が現れたので、「お主は胸をはって生きろ。生きてくれ。」と言い残す。ラストでは切腹する前に鼻をかみ、にやりと笑って介錯人に身を預ける。

## 史実との違い
堀部安兵衛一人にスポットライトをあてているため、史実とかけ離れたところもある。
- たとえば堀部家に婿入りして浅野家に仕官した直後に松の廊下事件が起きたり、吉良上野介が高田馬場の決闘のあと安兵衛を「500石で召抱えたい」とお呼びをかけたり（史実の吉良家はわずか4200石しかない。吉良家家臣は小林平八郎と斎藤宮内の150石取りが最上。旗本の家臣に500石というケースはまずありえない）。
- 「南部坂雪の別れ」の場面では、少しの積雪も無く、瑤泉院のもとには大石内蔵助ではなく堀部安兵衛が行く（正確には内蔵助も討ち入り直前には瑤泉院とは謁見していないが、忠臣蔵ものでは必須のシーンになっている。この変更は忠臣蔵ドラマとしては重大）などである。また実際には、南部坂は当時、更地で何もない。
- また「四十七士の中で人を斬った事があったのは安兵衛だけだった」というのも実際には定かではない（堀部弥兵衛・不破数右衛門・神崎与五郎などには人斬り説がある。詳しくは各人の項目参照）。
- 史実で吉良を発見し、その功により首を刎ねたのは間十次郎（重次郎）である。安兵衛は討ち入りで一人も斬り殺していない[1]

## エピソード
安兵衛の介錯人役の渡辺謙は、当時京都の別の撮影所で他の作品に参加していたのだが、スタッフから木村拓哉が素晴らしいとの評判を聞いて何度か見に行っていた。そんな時、今作品のプロデューサーとたまたま食事中に「まだ介錯人の配役が決まってない」と言われ、ギャラもいらないし名前も出さなくていいからぜひ出演させてほしいと自ら懇願して出演することになった。実際にオンエアは数秒で後姿だけの出演。（SMAP×SMAP2005年6月20日より）

## キャスト
- 堀部安兵衛 - 木村拓哉
- 大石内蔵助 - 佐藤浩市
- 堀部ほり - 深津絵里
- 浅野内匠頭 - 堤真一
- 大石主税（松之丞） - 岡田准一（V6）
- 高田郡兵衛 - 妻夫木聡
- 奥田孫太夫 - 上田耕一
- 片岡源五右衛門 - 原田龍二
- 原惣右衛門 - 新克利
- 吉田忠左衛門 - 山谷初男
- 磯貝十郎左衛門 - 岡田義徳
- 不破数右衛門 - 山口馬木也
- 早水藤左衛門 - 田中弘太郎
- 岡野金右衛門 - 真鍋尚晃
- 大高源吾 - 遠山俊也
- 武林唯七 - 川端竜太
- 杉野十平次 - 山本陽一
- 前原伊助 - 新井康弘
- 神崎与五郎 - 日野陽仁
- 萱野三平 - 出光秀一郎
- 柳沢吉保 - 大杉漣
- 小林平八郎 - 綿引勝彦
- 清水一学 - 池内博之
- 大野九郎兵衛 - 金田明夫
- 菅野六郎左衛門 - 神山繁
- 村上庄左衛門 - 中丸新将
- 村上三郎又衛門 - 山西惇
- 中津川祐見 - 本宮泰風
- 富士見 - 松雪泰子
- 瑤泉院（あぐり） - 松たか子
- 松吉 - 國村隼
- 「たぬき」の女将 - 鷲尾真知子
- 「たぬき」の娘 - 南央奈
- 堀内道場の娘 - 樋口永奈
- 瓦版屋 - 田窪一世
- 伊達左京亮 - 柴田善行
- 多門重共 - 大鷹明良
- 梶川与惣兵衛 - 小木茂光
- 介錯人[2] - 渡辺謙
- りく - 小林聡美
- 吉良上野介 - 津川雅彦
- 堀部弥兵衛 - 杉浦直樹